# Liste der Biografien/Kred
Liste der Biografien |
Portal Biografien |
Personensuche
# |
A |
B |
C |
D |
E |
F |
G |
H |
I |
J |
K |
L |
M |
N |
O |
P |
Q |
R |
S |
T |
U |
V |
W |
X |
Y |
Z |
?
 
Ka |
Kb |
Kc |
Kd |
Ke |
Kf |
Kg |
Kh |
Ki |
Kj |
Kl |
Km |
Kn |
Ko |
Kp |
Kr |
Ks |
Kt |
Ku |
Kv |
Kw |
Ky |
Kx |
Kz
 
Kra |
Krb |
Krc |
Kre |
Krg |
Krh |
Kri |
Krj |
Krk |
Krl |
Krm |
Krn |
Kro |
Krp |
Krs |
Krt |
Kru |
Kry |
Krz
 
Krea |
Kreb |
Krec |
Kred |
Kree |
Kref |
Kreg |
Kreh |
Krei |
Krej |
Krek |
Krel |
Krem |
Kren |
Kreo |
Krep |
Kres |
Kret |
Kreu |
Krev |
Krew |
Krex |
Krey |
Krez
Die Liste der Biografien führt alle Personen auf, die in der deutschsprachigen Wikipedia einen Artikel haben. Dieses ist eine Teilliste mit 15 Einträgen von Personen, deren Namen mit den Buchstaben „Kred“ beginnt.

## Kred

### Kredb
- Kredba, Oldřich (1904–1981), tschechoslowakischer Pianist, Cembalist und Musikpädagoge

### Krede
- Kredel, Elmar Maria (1922–2008), deutscher Geistlicher, römisch-katholischer Erzbischof von Bamberg
- Kredel, Ernst jun. (1893–1985), deutscher Offizier und Schriftsteller
- Kredel, Ernst sen. (1864–1939), deutscher Pädagoge und Schriftsteller
- Kredel, Fritz (1900–1973), deutscher Grafiker und Illustrator
- Kredel, Jakob (1808–1864), hessischer Pfarrer, Politiker und Abgeordneter der 2. Kammer der Landstände des Großherzogtums Hessen
- Kredel, Johann (1856–1920), Landtagsabgeordneter Großherzogtum Hessen
- Kredel, Johann Jakob (1835–1890), Landtagsabgeordneter Großherzogtum Hessen
- Kredel, Karsten (* 1973), deutscher Journalist und Übersetzer
- Kredel, Ludwig (1859–1916), deutscher Mediziner
- Kredel, Otto Friedrich (1891–1974), deutscher Politiker (LDP, FDP), MdL
- Kreder, Michel (* 1987), niederländischer Radrennfahrer
- Kreder, Raymond (* 1989), niederländischer Radrennfahrer
- Kreder, Wesley (* 1990), niederländischer Straßenradrennfahrer

### Kredi
- Kredible, Justin, US-amerikanischer Zauberkünstler, Schauspieler und Comedian